# Вейнштейн, Григорий Эммануилович
Григо́рий Эммануи́лович Вейнште́йн (13 (25) июня 1860, Херсон — 1 января 1929, Париж) — российский промышленник, инженер, общественный деятель.

## Биография
Иудейского вероисповедания. Окончил в 1882 году Петербургский технологический институт. Инженер-технолог, мануфактур-советник.
Владелец крупнейшего в Одессе мукомольного предприятия — торгового дома «Эммануил Вейнштейн с Сыновьями», основанного в 1874 году.
Председатель попечительских советов еврейского профессионального училища и мельнично-технического училища. С 1891 года председатель одесского отделения Общества распространения просвещения между евреями в России и член комитета Общества для научных еврейских изданий. Сторонник ассимиляции, то есть «тенденции строить еврейскую жизнь в России совместно с русской жизнью». Председатель химического отдела Русского технического общества. Заместитель председателя совета съездов мукомолов. Председатель Одесского биржевого комитета.
До того как новое Городовое положение от 11 июня 1892 года устранило евреев от участия в органах городского самоуправления состоял членом Херсонской губернской земской управы и гласным Одесской городской думы. Неоднократно был выборщиком при избрании членов Государственного совета от торговли и промышленности. В 1915 году сам был избран в Государственный совет, где голосовал с большинством, присоединившимся к требованиям «Прогрессивного блока» Государственной думы.
В 1919 году эмигрировал во Францию. Жил в Париже. Работал инженером, руководил предприятиями Ротшильдов, занимал должность администратор-делегата палестинских мукомолов.
Член ложи «Северная звезда» Великого востока Франции. Посвящён 6 мая 1925 года по рекомендации М. Маргулиеса и Л. Вургафта (по др. сведениям — аффилирован после опроса, проведенного Л. Кролем). Возвышен в степень подмастерья 7 апреля 1926 года, в степень мастера-масона — 15 ноября 1926 года. Член ложи до кончины.
Похоронен на кладбище Батиньоль в Париже.